# Goethe-Allee (Göttingen)

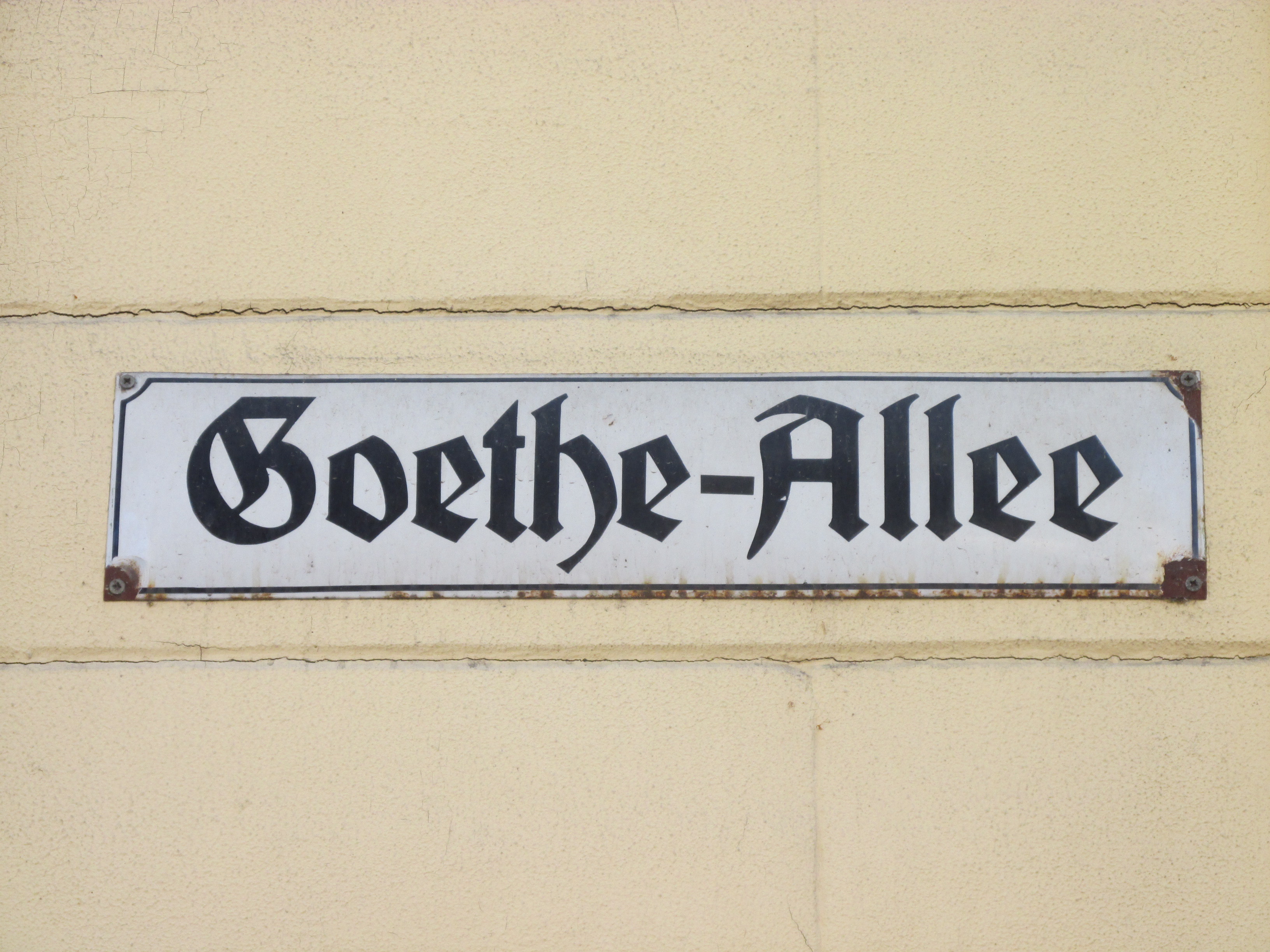
Straßenschild am Haus Goethe-Allee 1

Die Goethe-Allee ist (neben der Groner-Tor-Straße) die wichtigste westliche Einfallstraße der Innenstadt von Göttingen in Südniedersachsen. Sie verläuft über rund 460 m Länge in West-Ost-Richtung und verbindet im Westen die Ringstraße der Berliner Straße und das Areal um den Bahnhof Göttingen mit der Innenstadt. Östlich stößt sie auf den Leinekanal, nach dessen Überbrückung in direkter Fortsetzung die Prinzenstraße als Fußgängerzone anschließt, welche auf die quer verlaufende Haupteinkaufsstraße der Weender Straße stößt.

## Geschichte

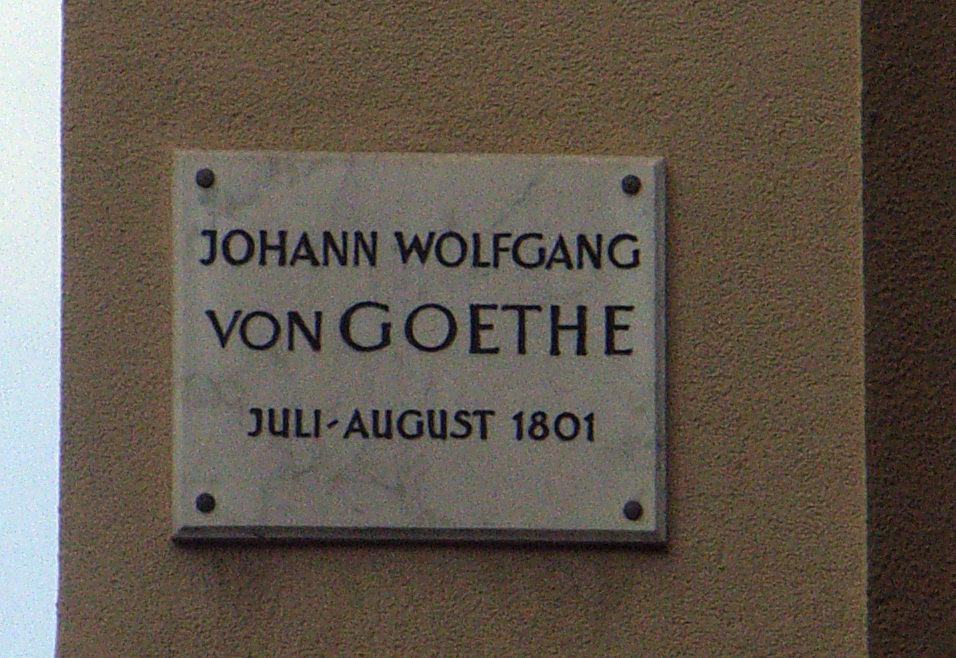
Göttinger Gedenktafel am Haus Goethe-Allee 12

### 18./19. Jahrhundert
Der Straßenname Goethe-Allee existiert seit der Benennung im Goethe-Jahr 1932 zum Andenken an den 100. Todestag von Johann Wolfgang von Goethe, der sich zu Beginn des 19. Jahrhunderts mehrmals kurz in Göttingen aufhielt. Nachdem er zuvor im Hotel Krone an der Weender Straße logierte, wohnte er vom 18. Juli bis 14. August 1801 in der damaligen Allee-Strasse im Haus des Musikinstrumentenmachers Johann Paul Krämer im ersten Obergeschoss. Über die dort erlebten nächtlichen Lärmbelästigungen berichtete Goethe humorvoll und ausführlich in seinen Tag- und Jahresheften 1801. Am Eckhaus Goethe-Allee 12 erinnert seit 1901 eine Göttinger Gedenktafel an Goethes Aufenthalt.
Der Bindestrich im Straßennamen Goethe-Allee sollte an die vorherigen Straßennamen Allee bzw. Allee-Straße erinnern. Diese war auf einem zuvor sumpfigen Gelände der Maschgemeinde in den 1730er Jahren im Zusammenhang mit dem Ausbau und der Verschönerung der noch jungen Universitätsstadt angelegt worden und nahm im kleineren Maßstab gestalterische Motive der etwa 90 Jahre älteren Neustädtische Allee (heute Unter den Linden) in Berlin auf. Die Göttinger Allee zählte nach Ansicht des Kunsthistorikers Friedrich Wilhelm Unger 1861 zu „deren schönsten Zierden“. Ihre Lage war so attraktiv, dass sie zur bevorzugten Wohngegend der Professorenschaft wurde: Der Magistrat der Stadt protokollierte 1767, dass „seit Bewirkung dieser Veränderungen mehrere Professores in selbiger Gegend Häuser angekaufet, oder sich daselbst eingemiethet haben (...)“. 1740–1742 entstand nach Entwurf von Joseph Schädeler an der Allee ein großes zweigeschossiges Fachwerkgebäude mit einem Fechtboden, das zu Gründungsausstattung der Georg-August-Universität gehörte und Anfang der 1970er Jahre abgebrochen wurde.
Die breite barocke Wohn- und Spazierstraße mit der einzigen innerstädtischen Baumallee kannte jedoch zunächst noch keinen Ausgang und Ausblick aus der Stadt, sondern stieß im Westen stumpf an den Wall, der an dieser Stelle erst 1765 im Zuge der Entfestigung der Stadt durchbrochen wurde. Stattdessen entstand hier das fünfte Stadttor, das Allee Thor, eine Anlage aus Pfeilern und Eisengittern. Als westlicher Point de vue der Alleestraße wurde außerhalb der Stadt die klassizistische Neue Anatomie der Universität erbaut; sie entstand 1827–1829 nach Plänen von Justus Heinrich Müller und fiel kurz vor Ende des Zweiten Weltkriegs am 7. April 1945 einem der relativ wenigen Bombentreffer in Göttingen zum Opfer.
Eine weitere Bedeutung erlangte die Alleestraße durch den vor dem Wall – nördlich neben der Neuen Anatomie – neu angelegten und 1854 eingeweihten Göttinger Bahnhof, so dass die Goethe-Allee noch heute der kürzeste direkte Weg von der Eisenbahn in die Innenstadt ist.
Ab 1858 kniete am Alleetor auf einem Sockel ein bronzener Spendenengel, der von Passanten „Gaben für die Armen“ aufnahm; dieser sogenannte Bödekerengel steht heute im Vorgarten des Städtischen Museums Göttingen. Für eine bessere Verbindung in die Stadt wurde das Allee Tor 1875 abgetragen. Sandsteinpfeiler und gusseiserne Zaunfelder sollen nach einer zwischenzeitlichen Einlagerung 1881 als Eingang zur Gärtnerei des neu angelegten Göttinger Stadtfriedhofs wiederverwendet worden sein.

Die Alleestraße im 18./19. Jahrhundert
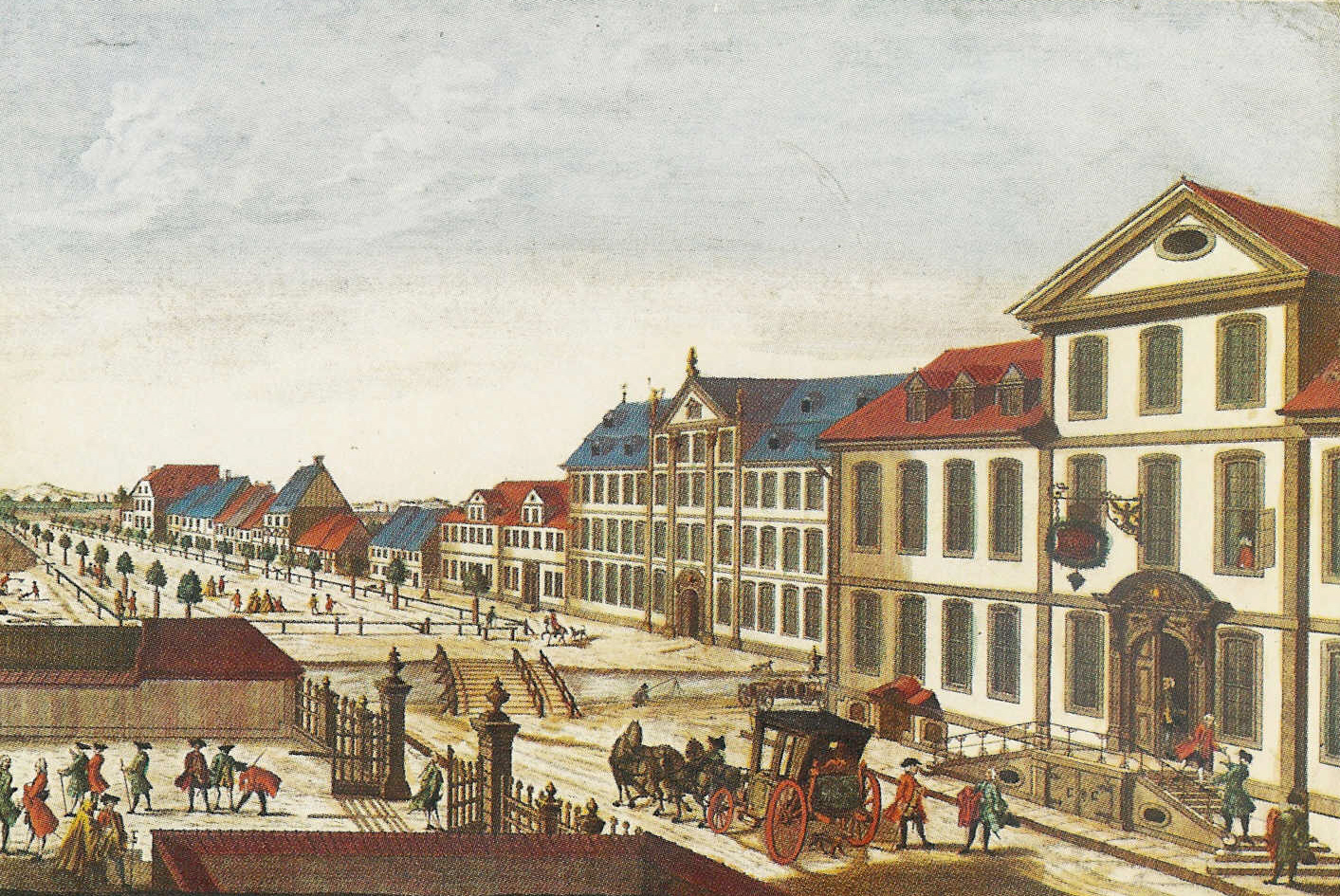
Blick nach Westen in die barocke Allee Straße mit noch jungen Bäumen, kolorierter Kupferstich von Georg Daniel Heumann, 1747: In der Mitte das Grätzelhaus (heute Goethe-Allee 8), rechts im Vordergrund das Michaelishaus (heute Prinzenstraße 21)
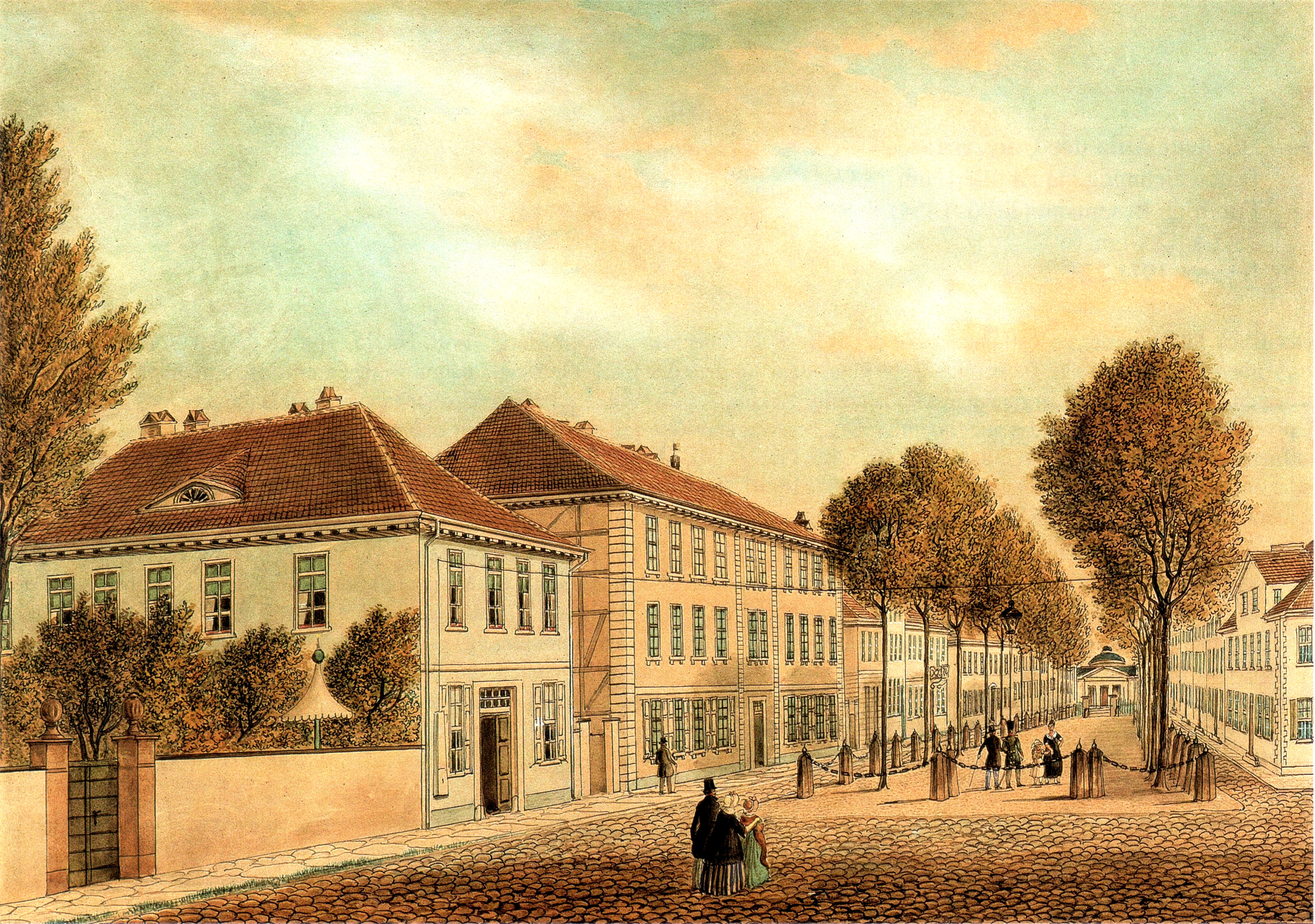
Blick in die Alleestraße mit dem Kuppelbau der Neuen Anatomie im Hintergrund. Aquarellierte Federzeichnung von Friedrich Besemann, um 1840.
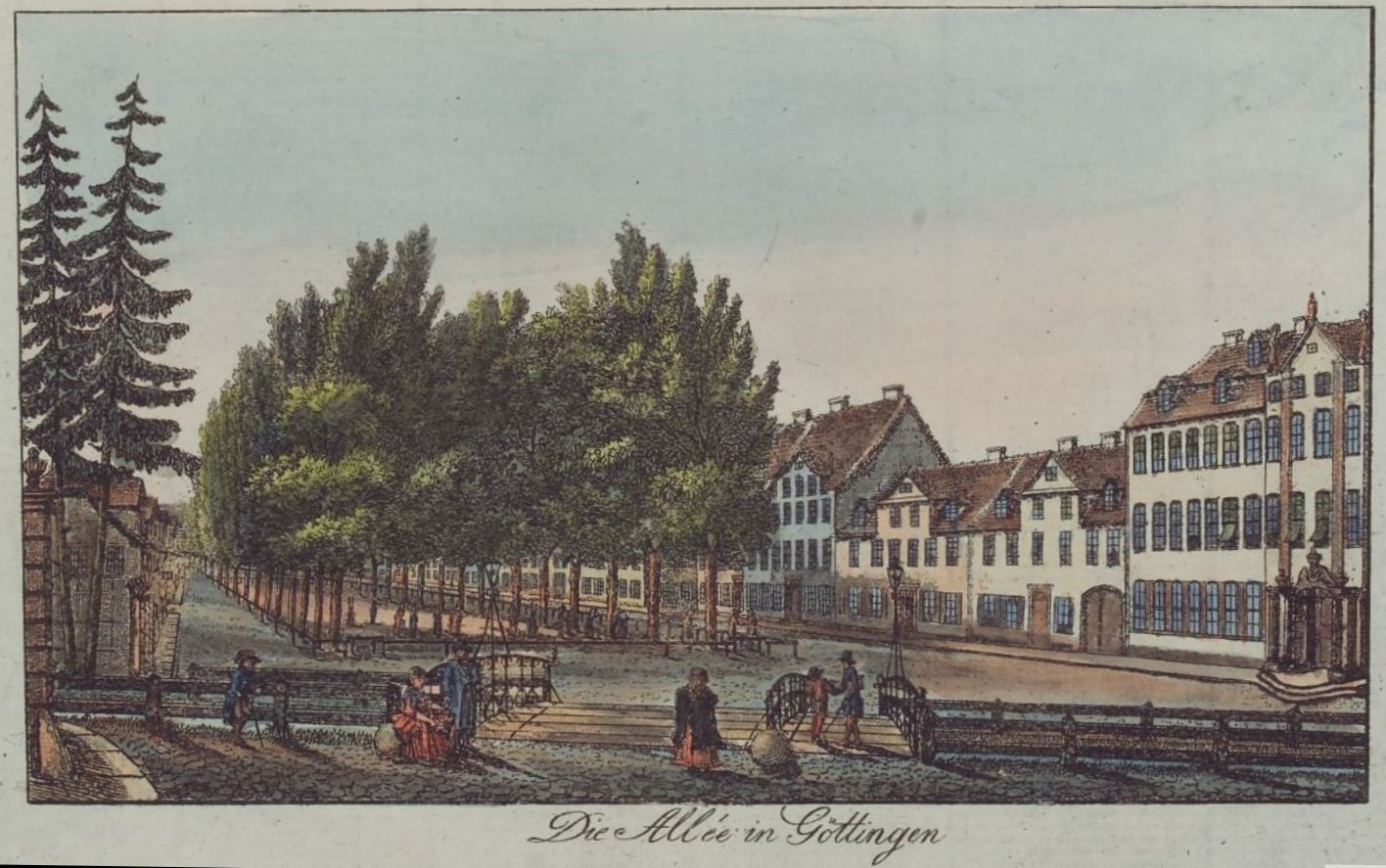
„Die Allee in Göttingen“, Blick von der Leinekanalbrücke nach Westen. Kolorierter Kupferstich, erste Hälfte 19. Jahrhundert.
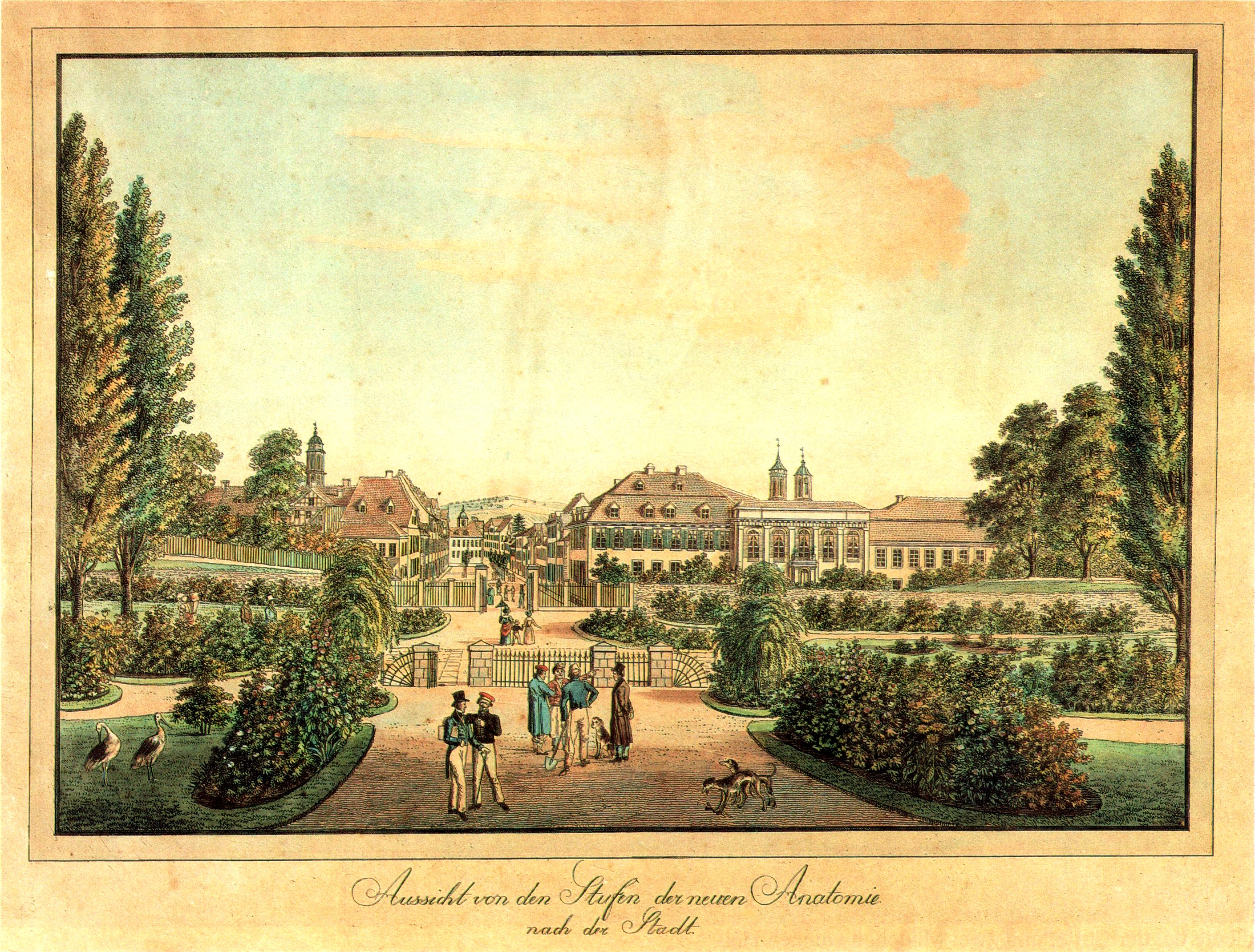
Blick von den Stufen der Neuen Anatomie über deren Vorgarten hinweg nach Osten. Kolorierte Radierung von Friedrich Besemann, um 1830. Im Mittelgrund das Allee Thor, dahinter die Allee Strasse.
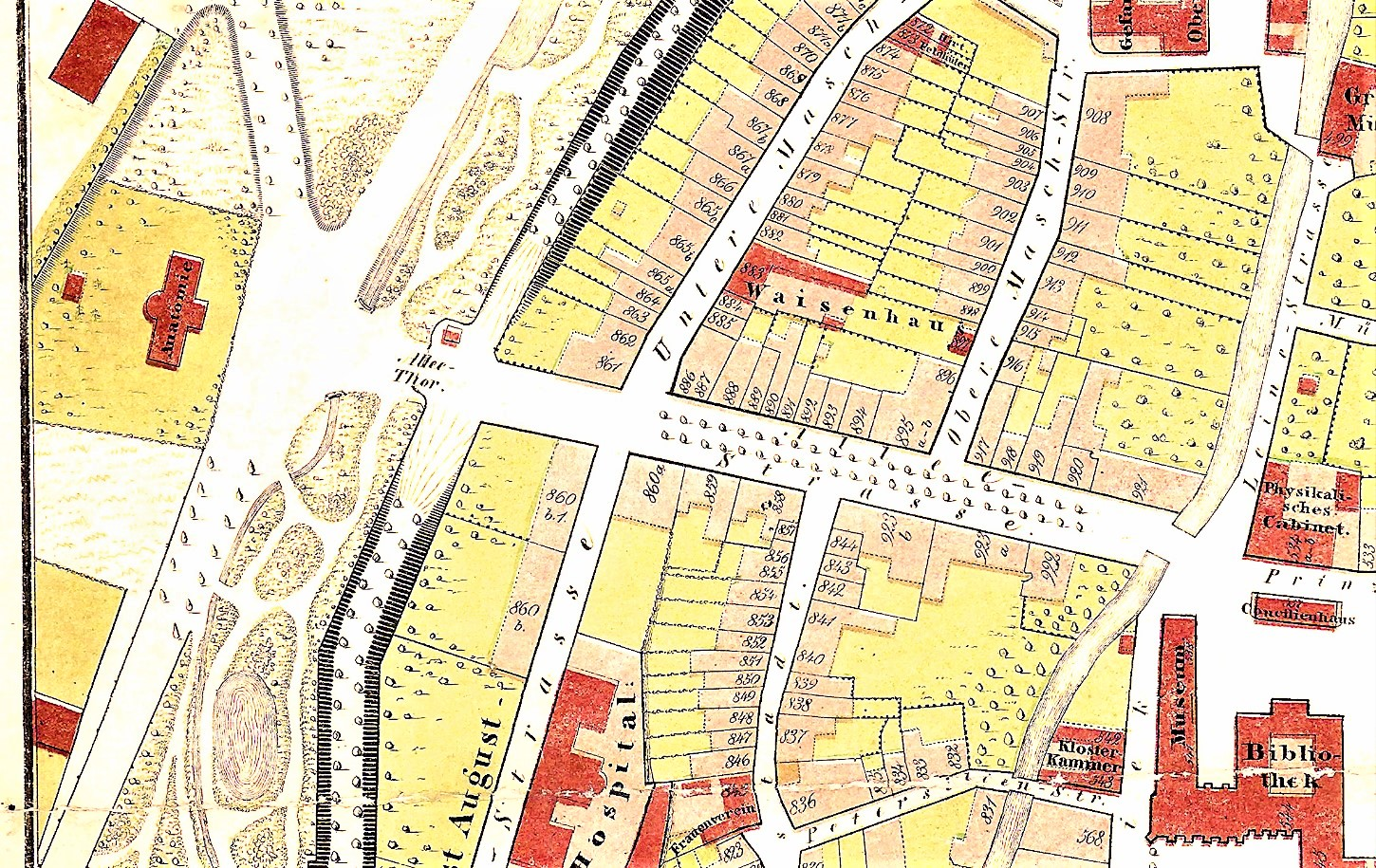
Die Allee Strasse im Prizelius-Plan, 1861

### 20. Jahrhundert
In den 1970er Jahren gestaltete man die Goethe-Allee autogerecht um: Der mit der Linden-Allee gesäumte Mittelstreifen wurde zum Autoparkplatz und alle Bäume gefällt, so dass „von dem noblem Stil dieser Straße aus dem 18. Jh. nicht mehr viel zu spüren“ war. Später sind 28 Linden nachgepflanzt, die unterdessen (Stand 2025) Stammdurchmesser von durchweg 50–60 cm erreichten. Die neue Allee-Außenpflanzung weicht allerdings entscheidend ab vom historischen Vorbild und lässt in der Mitte Platz für eine breite Asphaltfahrbahn.
Seit 1999 hat die Goethe-Allee wieder einen westlichen Point de vue: den im Zuge der Neugestaltung des Bahnhofsvorplatzes und des Zentralen Omnibusbahnhofs (ZOB) geschaffenen „Ceres-Pavillon“ mit seiner auffälligen kegelförmigen Spitze von etwa 14 m Höhe, der ursprünglich als zentraler „Stadtinformationsturm“ dienen sollte.

Die Goethe-Allee im 20. Jahrhundert
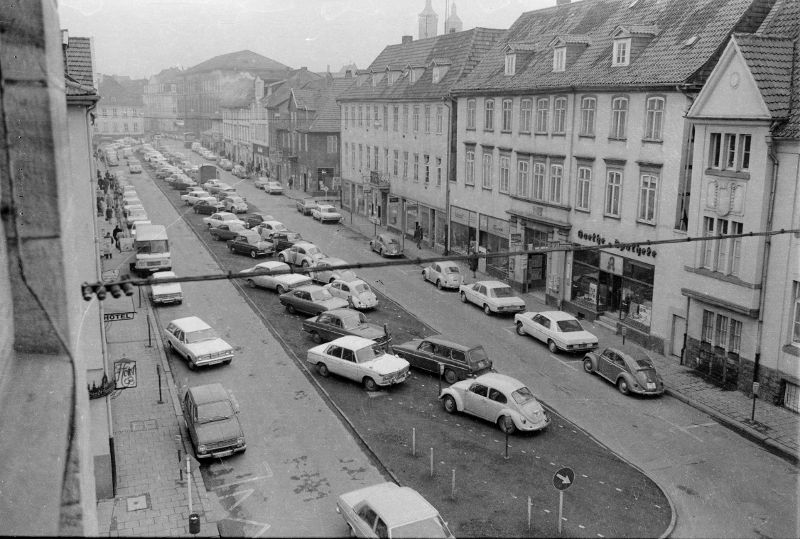
Blick in die Goethe-Allee Richtung Osten, nach Fällung der Lindenallee und mit Mittelparkplatz (Ende der 1970er Jahre)
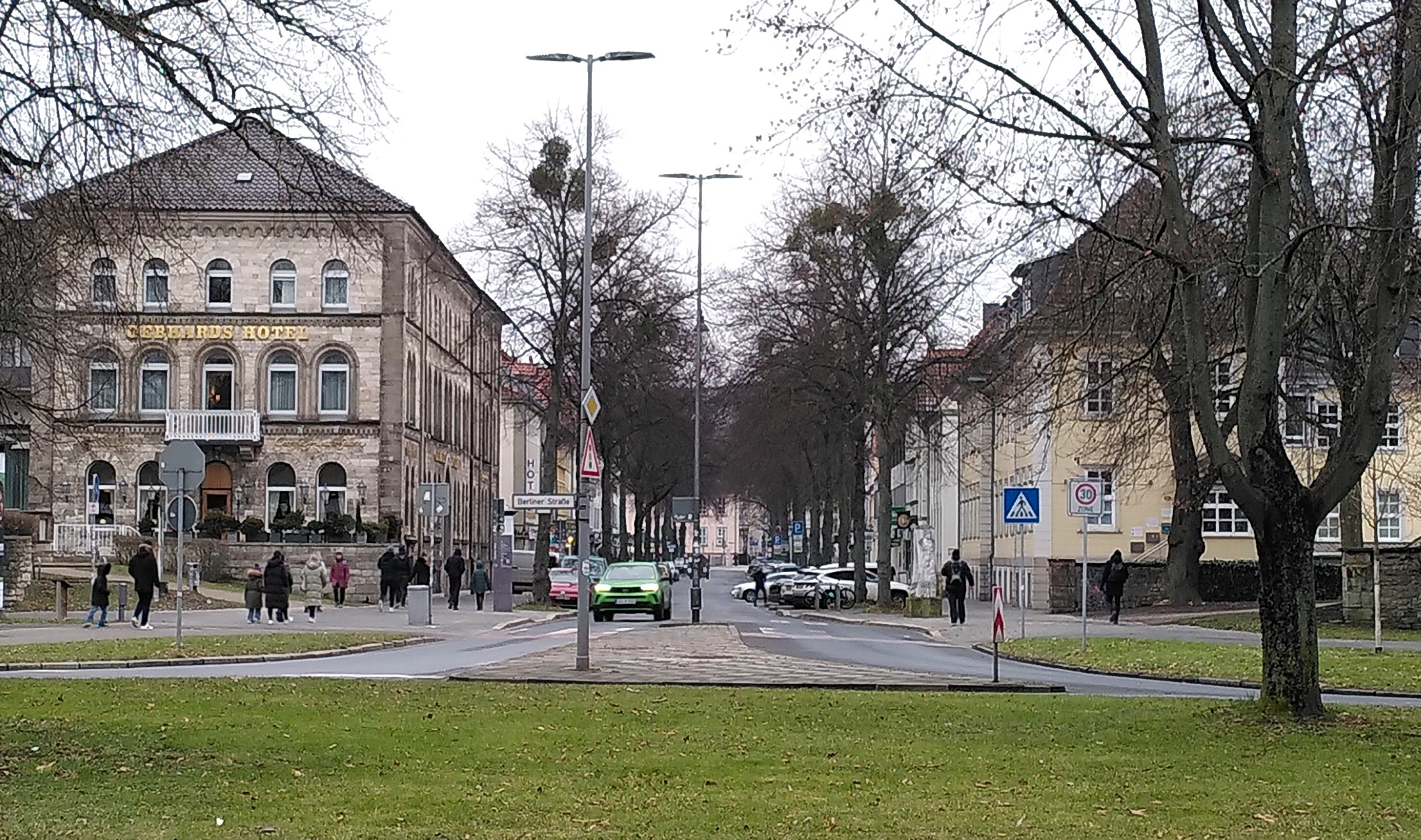
Blick von der Berliner Straße nach Osten in die Goethe-Allee (2025)
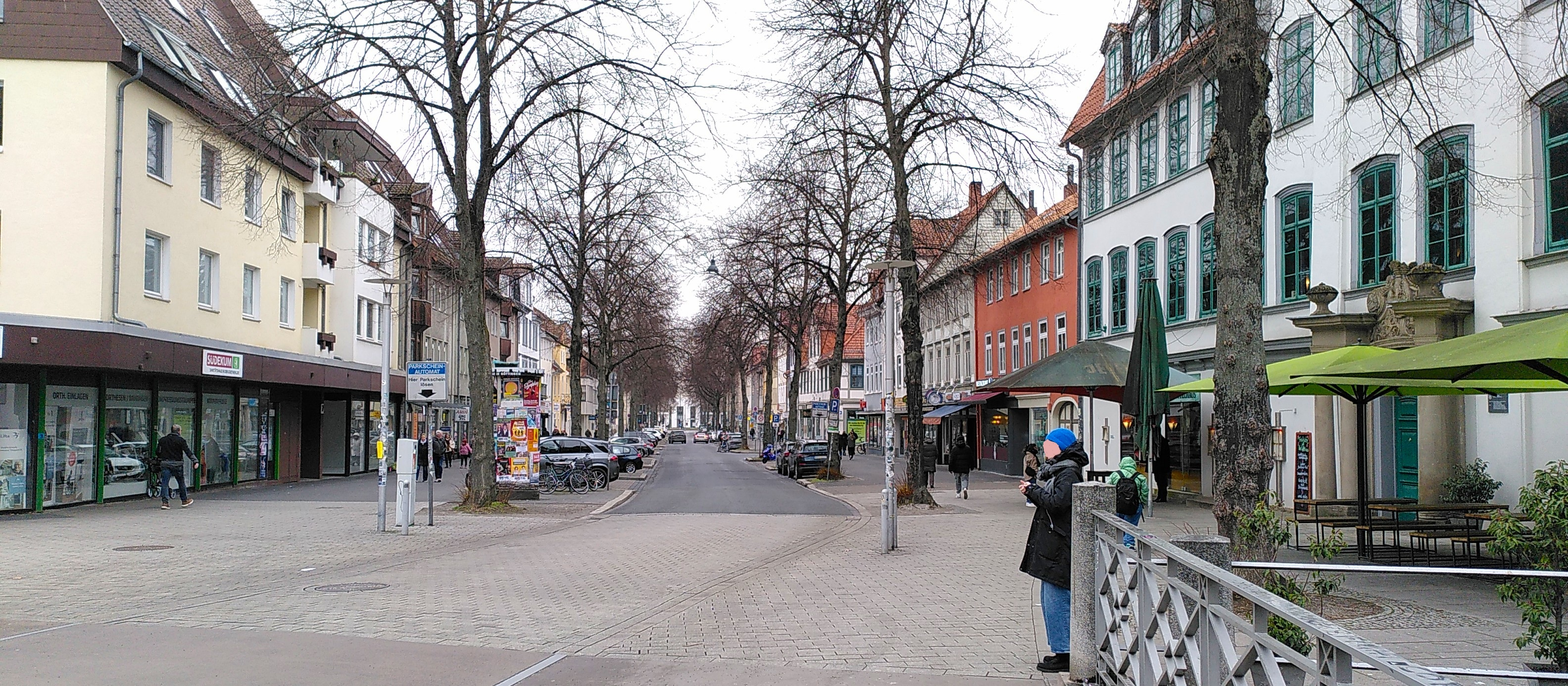
Blick von der Leinekanal-Brücke nach Westen in die Goethe-Allee (2025)

## Kunst im öffentlichen Raum
Die Goethe-Allee wird von Kunstwerken im öffentlichen Raum gesäumt. Im Westen steht an der früheren Stelle des Alleetors die Marmorskulptur »Mensch und Wissenschaft« (2005) von Wolf Bröll. Im weiteren Verlauf Richtung Osten sind auf dem Gehweg fünf von zehn Bronzestelen des »Planetenwegs« (2002) von Reinhold Wittig platziert.

Kunst im öffentlichen Raum
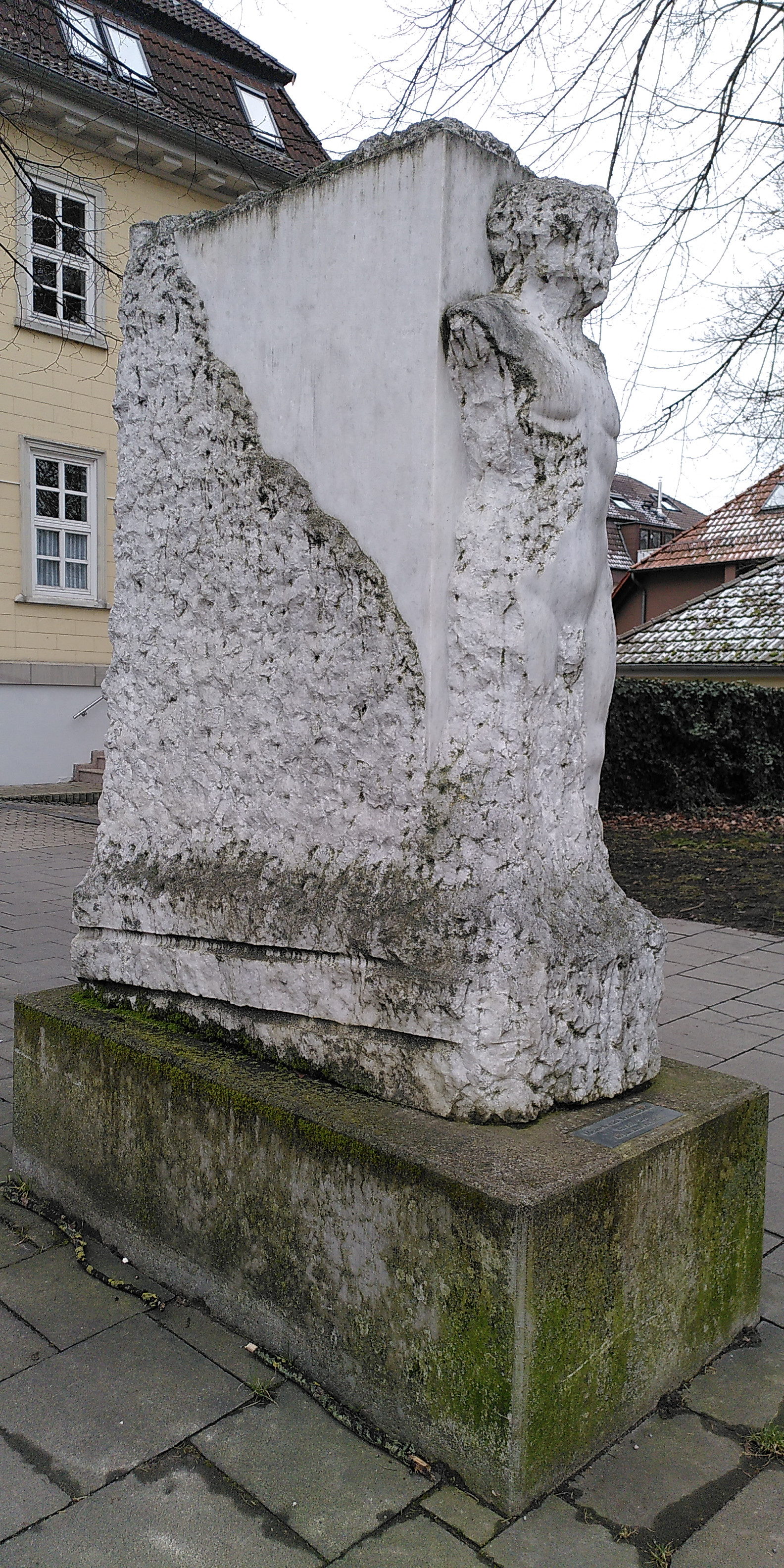
»Mensch und Wissenschaft« von Wolf Bröll
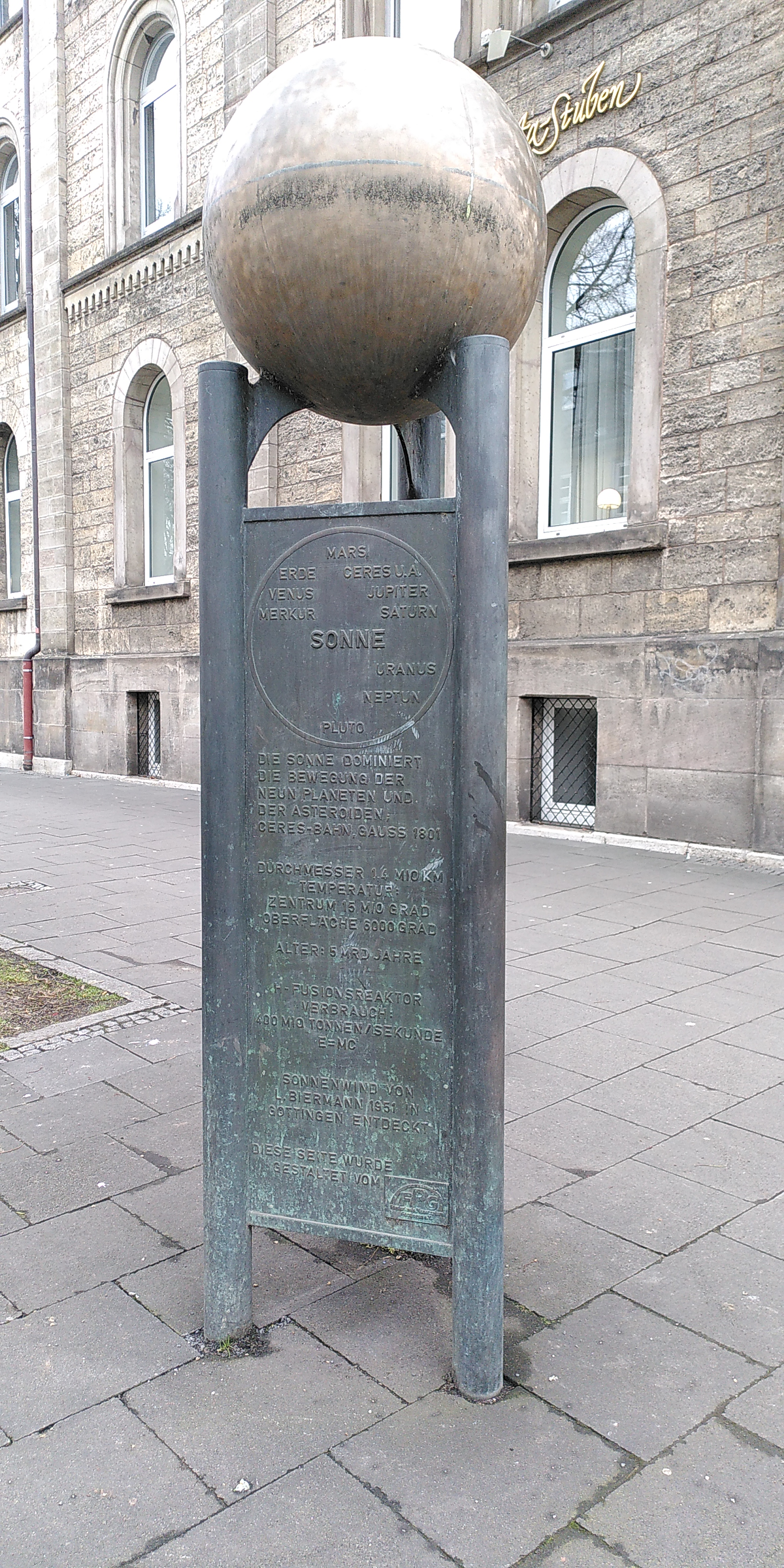
»Planetenweg« (Station »Sonne«) von Reinhold Wittig